# Doranges
Doranges ist eine französische Gemeinde mit 172 Einwohnern (Stand 1. Januar 2022) im Département Puy-de-Dôme in der Region Auvergne-Rhône-Alpes (vor 2016 Auvergne). Sie gehört zum Arrondissement Ambert und zum Kanton Ambert (bis 2015 Arlanc).

## Geographie
Doranges liegt etwa 58 Kilometer südöstlich von Clermont-Ferrand und etwa 65 Kilometer westlich von Saint-Étienne im Regionalen Naturpark Livradois-Forez. Umgeben wird Doranges von den Nachbargemeinden Saint-Bonnet-le-Bourg im Norden, Novacelles im Nordosten, Saint-Sauveur-la-Sagne im Osten, Saint-Alyre-d’Arlanc im Süden und Südosten, Laval-sur-Doulon im Südwesten, Saint-Vert im Westen und Südwesten sowie Fayet-Ronaye im Nordwesten.

## Bevölkerungsentwicklung
| Jahr                       | 1962 | 1968 | 1975 | 1982 | 1990 | 1999 | 2006 | 2013 |
| Einwohner                  | 369  | 303  | 231  | 201  | 194  | 164  | 153  | 153  |
| Quellen: Cassini und INSEE |      |      |      |      |      |      |      |      |

## Sehenswürdigkeiten
- Kirche Saint-Barthélemy aus dem 12. Jahrhundert, im 15. Jahrhundert umgebaut, 1898 wieder errichtet

## Persönlichkeiten
- Louis Vernet (1870–1946), Silbermedaillengewinner im Bogenschießen (1908)